# Konsorcjum Bibliotek Naukowych Regionu Kujawsko-Pomorskiego
Konsorcjum Bibliotek Naukowych Regionu Kujawsko-Pomorskiego powstało 5 września 2003 r. z inicjatywy rektorów szkół wyższych regionu kujawsko-pomorskiego. 
Do Konsorcjum należą uczelnie państwowe Bydgoszczy i Torunia:
- Uniwersytet Kazimierza Wielkiego w Bydgoszczy,
- Collegium Medicum Uniwersytetu Mikołaja Kopernika w Bydgoszczy,
- Akademia Muzyczna w Bydgoszczy,
- Akademia Techniczno-Rolnicza w Bydgoszczy,
- Uniwersytet Mikołaja Kopernika w Toruniu
- Państwowa Wyższa Szkoła Zawodowa we Włocławku

oraz
- Wojewódzka Biblioteka Publiczna - Książnica Kopernikańska w Toruniu,
- Wojewódzka i Miejska Biblioteka Publiczna w Bydgoszczy.

Celem Konsorcjum jest współpraca bibliotek regionu, zwłaszcza w zakresie tworzenia zasobów cyfrowych, udostępniania informacji, wspierania nauki i edukacji w regionie oraz przystosowania bibliotek do standardów Unii Europejskiej.